# 和隆满族乡
和隆满族乡是中华人民共和国辽宁省铁岭市西丰县下辖的一个民族乡。

## 行政区划
和隆满族乡下辖以下村级行政区划单位：
忠厚村、和隆村、双岭村、万和村、成福村、福巨村、阜丰村、肇兴村、达成村和九如村。